# Platypus
Platypus es una banda de metal progresivo integrada por miembros de Dream Theater, King's X y Dixie Dregs. El grupo se formó en 1997 y se deshizo en el 2000.
En inglés, platypus significa, literalmente, «ornitorrinco».

## Historia
Platypus fue concebido por John Myung, el bajista de Dream Theater y su entonces tecladista Derek Sherinian, como una salida creativa en donde pudieran ser desarrolladas las ideas que no tuviera cabida en Dream Theater. Con la unión del guitarrista Ty Tabor de King's X (quien también hizo la vocalización principal) y el baterista Rod Morgenstein de Dixie Dregs, lanzaron dos álbumes entre 1997 y el 2000.
El sonido de la música de Platypus puede ser descrito como un rock progresivo moderno guiado por guitarra y teclado, mezclado con diferentes influencias del rock de los 1970s y las escena de rock progresivo, empleando armonías vocales y piezas instrumentales largas.
Su primer álbum When Pus Comes To Shove, lo hizo razonablemente bien, tanto que inspiró una secuela llamada Ice Cycles, álbum lanzado en el 2000. Después de esto la banda se separó y actualmente no hay planes de re-formación o de grabar otro álbum. A pesar de ello, el legado de Platypus vive, en The Jelly Jam —un proyecto formado en el 2000— consistente de tres cuartos de Platypus (Myung, Morgenstein y Tabor). Ellos han lanzado hasta ahora dos álbumes.

## Discografía
- When Pus Comes to Shove (1998)
- Ice Cycles (2000)